# 乌拉圭足球协会
乌拉圭足球协会（西班牙語：Asociación Uruguaya de Fútbol），乌拉圭足球的管理机构。乌拉圭足协成立于1900年，1923年加入国际足联。乌拉圭足协负责组织管理乌拉圭国家足球队，以及乌拉圭足球联赛。